# Марк (Илиноис)
Марк (енгл. Mark) град је у америчкој савезној држави Илиноис.

## Демографија
По попису из 2010. године број становника је 555, што је 64 (13,0%) становника више него 2000. године.
| Група             | 2000.       | 2010.       |
| Белци             | 468 (95,3%) | 532 (95,9%) |
| Афроамериканци    | 0 (0,0%)    | 0 (0,0%)    |
| Азијати           | 0 (0,0%)    | 1 (0,2%)    |
| Хиспаноамериканци | 23 (4,7%)   | 20 (3,6%)   |
| Укупно            | 491         | 555         |